# Division 1 Féminine 2017-2018
La Division 1 Féminine 2017-2018 è stata la 44ª edizione della massima divisione del campionato francese femminile di calcio. Il campionato è iniziato il 3 settembre 2017 e si è conclusa il 27 maggio 2018. L'Olympique Lione ha vinto il campionato per il dodicesimo anno consecutivo.

## Stagione

### Novità
Dalla Division 1 Féminine 2016-2017 sono stati retrocessi in Division 2 Féminine il Metz e il Saint-Étienne. Dalla Division 2 Féminine sono stati promossi il Lilla e il FCF Val d'Orge che, grazie a una fusione, si è iscritto come Fleury. Grazie a un accordo tra le due società, il FCF Juvisy viene assorbito dal Paris FC acquisendo così il diritto di iscriversi al campionato in rappresentanza della società parigina pur continuando a giocare a Viry-Châtillon.

### Formato
Le 12 squadre si affrontano in un girone all'italiana con partite di andata e ritorno, per un totale di 22 giornate. La squadra prima classificata è campione di Francia, mentre le ultime due classificate retrocedono in Division 2. Le prime due classificate sono ammesse alla UEFA Women's Champions League.

## Squadre partecipanti
| Club                | Stagione | Città                 | Stadio                      | Stagione precedente             |
| ------------------- | -------- | --------------------- | --------------------------- | ------------------------------- |
| ASPTT Albi          | dettagli | Albi                  | Stadio Maurice Rigaud       | 9º posto in Division 1          |
| Bordeaux            | dettagli | Bordeaux              | Stade Sainte-Germaine       | 10º posto in Division 1         |
| Fleury              | dettagli | Fleury-Mérogis        | Stadio Auguste Gentelet     | 2º posto in Division 2 gruppo A |
| Guingamp            | dettagli | Guingamp              | Stadio Fred Aubert          | 6º posto in Division 1          |
| Lilla               | dettagli | Lilla                 | Stadio Pierre Mauroy        | 1º posto in Division 2 gruppo A |
| Montpellier         | dettagli | Montpellier           | Stadio Jules Rimet          | 2º posto in Division 1          |
| Olympique Lione     | dettagli | Lione                 | Groupama OL Training Center | Campione di Francia             |
| Olympique Marsiglia | dettagli | Marsiglia             | Stade Roger Lebert          | 4º posto in Division 1          |
| Paris FC            | dettagli | Parigi/Viry-Châtillon | Stadio Sébastien Charléty   | 5º posto in Division 1          |
| Paris Saint-Germain | dettagli | Parigi                | Stadio Georges Lefèvre      | 3º posto in Division 1          |
| Rodez               | dettagli | Rodez                 | Stadio Paul Lignon          | 8º posto in Division 1          |
| Soyaux              | dettagli | Soyaux                | Stadio Léo Lagrange         | 7º posto in Division 1          |

## Classifica finale
|  | Pos. | Squadra             | Pt | G  | V  | N | P  | GF  | GS | DR  |
|  | ---- | ------------------- | -- | -- | -- | - | -- | --- | -- | --- |
|  | 1.   | Olympique Lione     | 64 | 22 | 21 | 1 | 0  | 104 | 5  | +99 |
|  | 2.   | Paris Saint-Germain | 56 | 22 | 18 | 2 | 2  | 59  | 13 | +46 |
|  | 3.   | Montpellier         | 53 | 22 | 17 | 2 | 3  | 63  | 22 | +41 |
|  | 4.   | Paris FC            | 30 | 22 | 8  | 6 | 8  | 31  | 37 | -6  |
|  | 5.   | Soyaux              | 24 | 22 | 6  | 6 | 10 | 18  | 36 | -18 |
|  | 6.   | Lilla               | 23 | 22 | 6  | 5 | 11 | 24  | 47 | -23 |
|  | 7.   | Bordeaux            | 22 | 22 | 5  | 7 | 10 | 19  | 33 | -14 |
|  | 8.   | Fleury              | 22 | 22 | 6  | 4 | 12 | 22  | 45 | -23 |
|  | 9.   | Rodez               | 22 | 22 | 5  | 7 | 10 | 22  | 52 | -30 |
|  | 10.  | Guingamp            | 22 | 22 | 6  | 4 | 12 | 17  | 33 | -16 |
|  | 11.  | ASPTT Albi          | 20 | 22 | 5  | 5 | 12 | 12  | 37 | -25 |
|  | 12.  | Olympique Marsiglia | 12 | 22 | 3  | 3 | 16 | 16  | 47 | -31 |

Legenda:
      Campione di Francia e ammessa alla UEFA Women's Champions League 2018-2019.
      Ammessa alla UEFA Women's Champions League 2018-2019.
      Retrocesse in Division 2.
Note:
Tre punti a vittoria, uno a pareggio, zero a sconfitta.

## Risultati

### Tabellone
|              | Alb  | Bor  | Fle  | Gui  | Lil  | Mon  | OLi  | OMa  | PFC  | PSG  | Rod  | Soy  |
| ------------ | ---- | ---- | ---- | ---- | ---- | ---- | ---- | ---- | ---- | ---- | ---- | ---- |
| Albi         | –––– | 0-1  | 1-0  | 2-0  | 0-0  | 0-7  | 0-5  | 0-2  | 0-1  | 0-4  | 1-1  | 0-1  |
| Bordeaux     | 3-1  | –––– | 3-3  | 1-1  | 1-2  | 0-0  | 0-4  | 1-0  | 2-3  | 0-1  | 1-1  | 0-0  |
| Fleury       | 0-1  | 0-1  | –––– | 1-0  | 1-2  | 1-1  | 1-3  | 2-1  | 1-5  | 0-2  | 2-0  | 1-0  |
| Guingamp     | 0-1  | 0-1  | 1-2  | –––– | 1-0  | 1-3  | 0-5  | 1-0  | 2-2  | 0-3  | 3-1  | 1-0  |
| Lilla        | 1-1  | 3-0  | 2-2  | 1-0  | –––– | 0-2  | 1-10 | 1-1  | 1-1  | 1-3  | 0-2  | 2-0  |
| Montpellier  | 3-1  | 4-1  | 8-0  | 1-0  | 4-1  | –––– | 0-5  | 3-2  | 2-1  | 3-0  | 2-1  | 1-0  |
| O. Lione     | 4-0  | 2-0  | 5-0  | 4-0  | 6-0  | 2-1  | –––– | 7-0  | 9-2  | 1-0  | 7-0  | 5-0  |
| O. Marsiglia | 1-2  | 1-0  | 0-1  | 0-0  | 0-2  | 1-4  | 0-5  | –––– | 1-0  | 2-5  | 0-1  | 0-0  |
| Paris FC     | 1-0  | 1-1  | 0-0  | 1-3  | 2-1  | 1-2  | 0-4  | 2-1  | –––– | 0-1  | 4-0  | 2-1  |
| Paris SG     | 1-0  | 3-0  | 4-2  | 2-0  | 6-1  | 3-1  | 0-0  | 4-0  | 4-1  | –––– | 6-0  | 1-1  |
| Rodez        | 0-0  | 2-2  | 3-1  | 1-1  | 2-1  | 0-6  | 0-6  | 4-2  | 0-0  | 0-3  | –––– | 1-1  |
| Soyaux       | 1-1  | 1-0  | 2-1  | 1-2  | 2-1  | 1-5  | 0-5  | 2-1  | 1-1  | 0-3  | 3-2  | –––– |

## Statistiche

### Classifica marcatrici
| Gol |  |  | Giocatore               | Squadra         |
| --- |  |  | ----------------------- | --------------- |
| 31  |  |  | Ada Hegerberg           | Olympique Lione |
| 21  |  |  | Marie-Antoinette Katoto | Paris SG        |
| 17  |  |  | Eugénie Le Sommer       | Olympique Lione |
| 13  |  |  | Stina Blackstenius      | Montpellier     |
| 12  |  |  | Valérie Gauvin          | Montpellier     |
| 11  |  |  | Gaëtane Thiney          | Paris FC        |
| 10  |  |  | Marie-Laure Delie       | Paris SG        |
| 9   |  |  | Camille Abily           | Olympique Lione |
| 9   |  |  | Ouleymata Sarr          | Lilla           |
| 8   |  |  | Flavie Lemaître         | Rodez           |
| 8   |  |  | Dzsenifer Marozsán      | Olympique Lione |
| 7   |  |  | Jana Coryn              | Lilla           |
| 7   |  |  | Kheira Hamraoui         | Olympique Lione |
| 7   |  |  | Sofia Jakobsson         | Montpellier     |